# Alexis Tcherkasski
Prince Alexis Mikhaïlovitch Tcherkasski (en russe : Алексей Михайлович Черкасский), né en 1680 et décédé en 1742.
Homme d'État de la Russie impériale, il fut gouverneur de Sibérie, sénateur, grand chancelier impérial de 1740 à 1742, ministre des Affaires étrangères de 1740 à 1742.

## Biographie
Au début de sa carrière, Alexis Tcherkasski occupa un poste de cadre supérieur (stolnik) ou (assistant personnel du tsar). Il quitta cet emploi pour seconder son père Mikhaïl Iakovlevitch Tcherkasski alors gouverneur de Tobolsk. Le prince servit sous les ordres de son père pendant dix ans. Appelé à Saint-Pétersbourg en 1714, Pierre Ier le nomma membre de la Commission chargée de la construction urbaine. En 1719, le tsar le nomma gouverneur de Sibérie. En 1726, il devint sénateur. Lors de l'accession au trône de Russie d'Anne Ire (1730), Alexis Tcherkasski, par le nombre de moujiks, fut l'homme le plus riche de Russie. Membre du Conseil privé suprême, il fut nommé ministre des Affaires étrangères et Grand Chancelier impérial en 1740. 
Comme ministre Alexis Tcherkasski signa un accord commercial avec la Grande-Bretagne (1734), comme grand chancelier, le prince signa un traité avec la Prusse (1740), un traité avec la Grande-Bretagne (1741).
Alexis Tcherkasski épousa la princesse Maria Iourievna Troubetzkaïa. Une fille est née de cette union :
- Varvara Alekseïevna Tcherkasskaïa qui épousa Piotr Borissovitch Cheremetiev (en).